# أي ال أي سي (سلاح)
أي ال أي سي من الاسلحة المضادة لدبابات الجديدة في البرازيل، مصمم لتدمير أو تعطيل المركبات المدرعة، وطول انبوبة هو 84 ملم تستخدم مرة واحدة أو ذو طلقة واحدة، ويمكن التخلص منها بالرصاص، مصمم لمكافحة مضاد دبابات ومداه الاقصى الفعال هو 500 متر، ومبدأ العمل هو بندقية صاروخ عديم ارتداد، وهو يتألف من انبوب مسبق قاذفة الذخيرة الحراري، وإطلاق اليات والمعالم السياحية والأمن، تكتسب الآن خط جديد من الدخيرة مع ثيرموباريك اثر الرؤوس التي تحتوي على المتفجرات.

## المواصفات
جميع المصادر من هنا 
- العيار:84 ملم
- الوزن الكامل:7.05 كيلو غرام
- الوزن اليدوي:2.35 كيلو غرام
- الطول:1.020 متر
- السرعة:240 متر/الساعة
- المدى:500 متر

## انظر ايضآ
- تايب 69 آر بي جي
- آر بي جي -16
- آر بي جي-32
- بازوكا
- آر بي جي-6

## وصلات خارجية
- manufacturer website
- Defesanet
- https://www.youtube.com/watch?v=JVCM0BNk7kA